# Musée Marguerite-Bourgeoys
Pour les articles homonymes, voir Marguerite Bourgeoys (homonymie).
 (août 2020).
Si vous disposez d'ouvrages ou d'articles de référence ou si vous connaissez des sites web de qualité traitant du thème abordé ici, merci de compléter l'article en donnant les références utiles à sa vérifiabilité et en les liant à la section « Notes et références ».

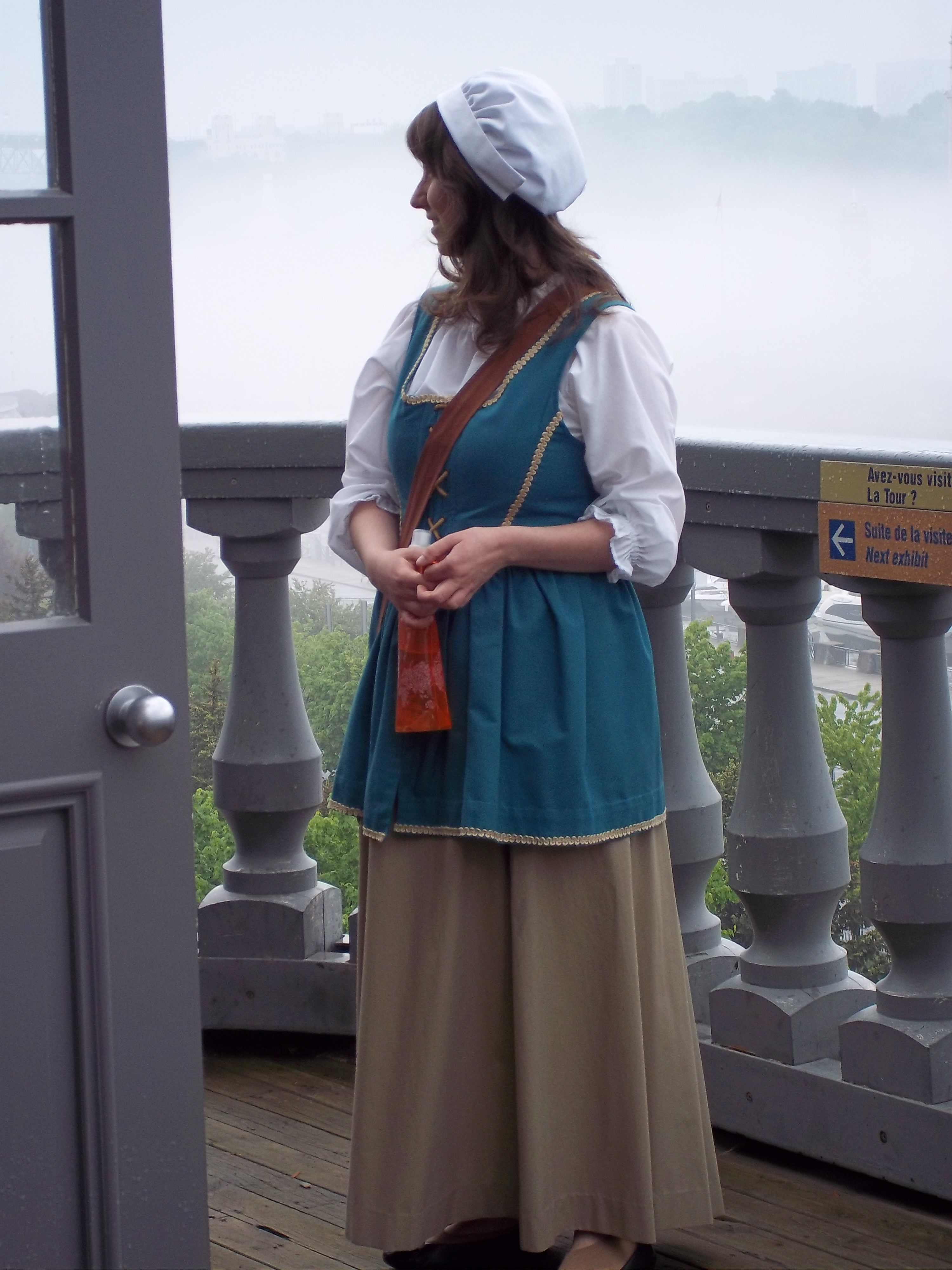
Un guide costumé au sommet de la tour de la chapelle Notre-Dame-de-Bon-Secours

Le musée Marguerite-Bourgeoys est un musée d'histoire essentiellement consacré à la vie et l’œuvre de la sainte Marguerite Bourgeoys. Des artefacts des premières nations, mis au jour lors de fouilles archéologiques, y sont également exposés.

## Collection
Le musée, situé dans le quartier historique du Vieux-Montréal,  a ouvert ses portes au public le 24 mai 1998. Le musée est situé à proximité immédiate de la chapelle Notre-Dame-de-Bon-Secours, une chapelle de pèlerinage tricentenaire qui est la plus ancienne chapelle de pèlerinage de Montréal. 

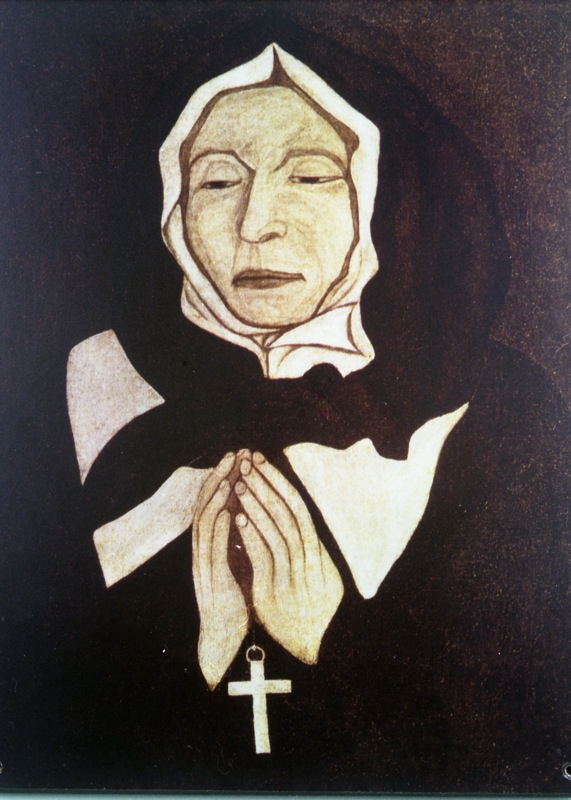
Vrai portrait de Marguerite Bourgeoys par Pierre Le Ber, 1700

Le musée conserve et documente les objets sacrés, les œuvres d’art et autres témoins matériels de l’histoire religieuse, sociale, culturelle et éducative de la chapelle Notre-Dame-de-Bon-Secours ainsi que les objets liés à la vie et à l’œuvre de Marguerite Bourgeoys.
Le musée est dépositaire des collections des prêtres de Saint-Sulpice, des Sœurs de la congrégation de Notre-Dame et du ministère de la Culture et des Communications.
Il comprend également des artefacts des premières nations mis au jour lors de fouilles archéologiques réalisées en ce lieu.

## Site archéologique
Situé sous la nef de la chapelle et accessible par la crypte, le site archéologique du musée Marguerite-Bourgeoys abrite de nombreuses découvertes.
Lors des fouilles de 1996-1997, les archéologues ont mis au jour les vestiges de la première chapelle de pierre de Montréal fondée par Marguerite Bourgeoys en 1675. Construite en pierres des champs, la chapelle se dessine avec précision, voisinée par des vestiges amérindiens parmi les plus anciens retrouvés dans le Vieux-Montréal.